# Kaisa Mäkäräinen
Kaisa Leena Mäkäräinen  (Ristijärvi, 1983. január 11. –) finn sílövő. 2003 óta foglalkozik biatlonnal, 2011-ben az év finn sportolója volt.
A felnőttek mezőnyében a világkupában 2005-ben mutatkozott be. Összetettben a legjobb eredménye egy tizenharmadik hely, melyet a 2007/2008-as sorozat végén ért el.
Világbajnokságon 2005-ben állt először rajthoz. Érmet még nem nyert. Legjobb eredménye egy negyedik hely volt a 2009-es világbajnokságon, az üldözőversenyen. Továbbá van még egy-egy hatodik, hetedik és nyolcadik helyezése is.

## Eredményei

### Olimpia
| Év   | Világbajnokság | Versenyszám | Versenyszám | Versenyszám   | Versenyszám | Versenyszám | Versenyszám |
| Év   | Világbajnokság | Egyéni      | Sprint      | Üldözőverseny | Tömegrajtos | Váltó       |             |
| ---- | -------------- | ----------- | ----------- | ------------- | ----------- | ----------- | ----------- |
| 2010 | Vancouver      | 46          | 59          | 45            | ----        | ----        |             |

### Világbajnokság
| Év   | Világbajnokság     | Versenyszám | Versenyszám | Versenyszám      | Versenyszám | Versenyszám | Versenyszám  |
| Év   | Világbajnokság     | Egyéni      | Sprint      | Üldözőverseny    | Tömegrajtos | Váltó       | Vegyes váltó |
| ---- | ------------------ | ----------- | ----------- | ---------------- | ----------- | ----------- | ------------ |
| 2005 | Hochfilzen         | 49          | 73          | ----             | ----        | 18          | ----         |
| 2006 | Pokljuka           | ----        | ----        | ----             | ----        | ----        | 19           |
| 2007 | Antholz-Anterselva | 8           | 29          | 25               | 7           | 12          | ----         |
| 2008 | Östersund          | 31          | 55          | Nem állt rajthoz | 15          | 15          | 10           |
| 2009 | Phjongcshang       | 30          | 23          | 4                | 17          | ----        | 6            |
| 2010 | Hanti-Manszijszk   | ----        | ----        | ----             | ----        | ----        | 18           |

### Világkupa
| Helyezés | 62 | 27 | 13 | 14 | 22 |

| 2007/08    | | Pokljuka Sprint | Ruhpolding Üldözőverseny                                                                              |
| 2008/09    | | Antholz-Anterselva Üldözőverseny Antholz-Anterselva Tömegrajtos                                                       | |
| 2009/10    | | | Östersund Sprint                                                                                      |
| 2010/11    | Östersund Sprint Östersund Üldözőverseny Hanti-Manszijszk Üldözőverseny (VB)                          | Hochfilzen Üldözőverseny Pokljuka Egyéni Hanti-Manszijszk Sprint (VB)                                                 | Hochfilzen Sprint Pokljuka Sprint Ruhpolding Üldözőverseny                                            |
| 2011/12    | Nové Město na Moravě Egyéni Kontiolahti Üldözőverseny                                                 | Östersund Üldözőverseny Hochfilzen Sprint Antholz-Anterselva Sprint Kontiolahti Sprint Hanti-Manszijszk Üldözőverseny | Östersund Sprint Ruhpolding Tömegrajtos (VB) Hanti-Manszijszk Tömegrajtos                             |
| Összesítés | Egyéni: 1 Sprint: 1 Üldözőverseny: 3 Tömegrajtos: 0 Váltó: 0 Vegyes váltó: 0 ------------ Összesen: 5 | Egyéni: 1 Sprint: 5 Üldözőverseny: 4 Tömegrajtos: 1 Váltó: 0 Vegyes váltó: 0 ------------ Összesen: 11                | Egyéni: 0 Sprint: 4 Üldözőverseny: 2 Tömegrajtos: 2 Váltó: 0 Vegyes váltó: 0 ------------ Összesen: 8 |

- O - Olimpia és egyben világkupa forduló is.
- VB - Világbajnokság és egyben világkupa forduló is.